# Новоіванівка (Донецький район)
Новоіва́нівка — село Амвросіївської міської громади Донецького району Донецької області, Україна.

## Герб
У щиті, понижено хвилеподібно перетятому лазуровим і чорним, лазурова понижена хвилеподібна балка, тонко облямована золотом. У першій частині зелений курган, поверх якого золота прикраса. У третій частині золоті літери "XVII".

## Загальні відомості
Відстань до райцентру становить близько 19 км і проходить автошляхом Т 0519.
Землі села межують із територією с. Культура Старобешівського району Донецької області.
Унаслідок російської військової агресії із серпня 2014 р. Новоіванівка перебуває на території ОРДЛО.
Село постраждало внаслідок геноциду українського народу, вчиненого урядом СРСР у 1932—1933 роках, кількість встановлених жертв — 79 людей.

## Війна на сході України
24 серпня 2014-го колона нацгвардійців потрапила в засідку терористів поблизу села Новоіванівка Амвросіївського району — на покинутому блокпосту (вояки вважали, що там ще були українські військові). Тоді у бою загинули старший прапорщик Сергій Добровольський, прапорщик Борис Грязнов та старший сержант Максим Баранов. 25 вояків потрапили до полону.

## Населення
За даними перепису 2001 року населення села становило 633 особи, з них 59,4 % зазначили рідною мову українську та 39,81 % — російську.

## Менканці
- В селі народився  Ковальов Федір Власович (1919—1988) — український радянський художник, мистецтвознавець.
- У 1939—1941 роки тут працював учителем російської мови та літератури Бразов Леонід Петрович[4].